# 歩く死体
「歩く死体」（あるくしたい） は、1991年3月14日にフジテレビの『世にも奇妙な物語』内で放送されたストーリー。主演は渡辺裕之。同回の作品に「離れません」「8時50分 」がある。
現在では都市伝説と化している（1991年当時に比べた話）話がテーマである。

## ストーリー
主人公・斎藤一景はカメラマン。今回、別れる直前であった恋人の篠田明子とともに雪山へ登山した。しかし、二人は遭難。斎藤のみが生きて帰ってくる。斎藤は叫ぶ。「死体が歩くんだ!」
斎藤と死んだ篠田は病院へ収容。収容後、助手の村田は斎藤の手記を読み始める。そこには驚くべきことが書かれていた。
（手記の内容）篠田は死んだ。死んだ篠田を何度も外へ埋めるのだが、いつのまにか死体がテントに入ってきている。限界に来た斎藤は死体が歩く瞬間を撮ろうと決意しオートで写真を撮る決意をする。
村田がここまで読んだ瞬間、看護師から、遭難時の写真を受け取る。そこに写されていたのは、死んだ篠田を自ら掘り出している斎藤の写真。そう、死体が歩いているのではなく、斎藤が無意識のうちに篠田の死体を運んでいたのだ。
真実に気づいた村田は慌てて斎藤の病室に行くが既に斎藤の姿は無く、斎藤は無意識のまま霊安室から篠田の死体を持ち出してどこかへ向かって歩くのであった。

## キャスト
- 斎藤一景：渡辺裕之
- 篠田明子：高尾由美
- 村田京介：小宮孝泰
- 武村啓次：西村淳二
- 小川千佳：石田純子
- 遠藤誠一：真鍋敏宏
- エキストラ：鳳プロ

## スタッフ
- 脚本：小野沢美暁
- 監督・演出：久野浩平

## その他
「二人で雪山に登山中に遭難して一人が死亡し、生存しているもう一人はその死亡者を外に埋葬して眠るが、目を覚ますといつの間にか死体が元に戻っている。実はその生存者自身が睡眠中に無意識のうちに死体を掘り出し搬送していた」という物語自体は、この放送以前から存在する。
- S・H・アダムズ 『テーブルを前にした死骸』
- 夢枕獏 『何度も雪の中に埋めた死体の話』

なお、この後、この設定の一部を使って映画の特別編が作られる。

## ノベライズ
- 世にも奇妙な物語4（1991年2月25日発売 太田出版）